# IWGP Global Heavyweight Championship

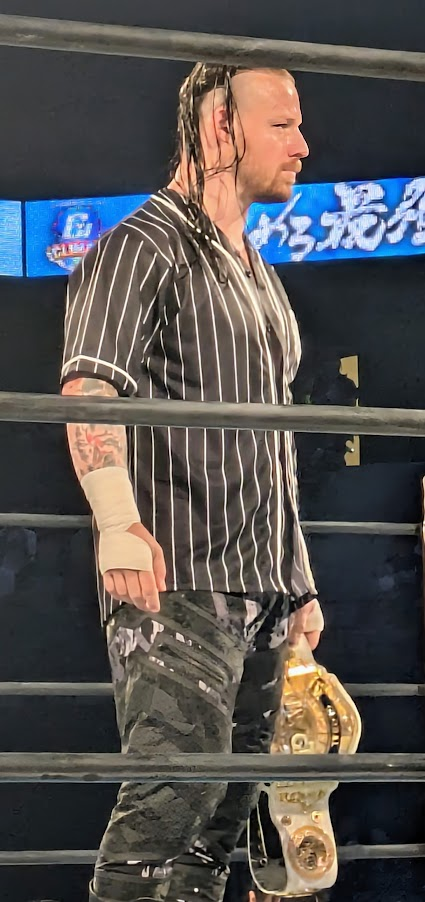
David Finlay nel 2024, con il titolo in mano

L'IWGP Global (Heavyweight) Championship è un titolo creato e difeso nella New Japan Pro-Wrestling. Il titolo è stato annunciato il 6 novembre 2023, come sostituto dell'IWGP United States Championship.

## Storia
A Power Struggle, il 4 novembre 2023, Will Ospreay ha difeso l'IWGP US Championship sconfiggendo Shota Umino. Dopo il match Ospreay ha sfidato Jon Moxley con il titolo in palio per Wrestle Kingdom 18. Prima che Moxley potesse accettare la sfida, David Finlay ha attaccato entrambi, distruggendo poi sia il titolo che la versione personalizzata di Will Ospreay (IWGP UK Championship). Due giorni dopo Naoki Sugabayashi, chairman della NJPW, ha annunciato un match fra i tre wrestler per Wrestle Kingdom, con in palio un nuovo titolo che avrebbe rimpiazzato il titolo US, l'11 novembre seguente il titolo è stato presentato come IWGP Global Championship. L'incontro, e quindi la nuova cintura, sono andati a Finlay.

## Albo d'oro
| # | Detentore    | Data             | Luogo   | Evento                       | Regno | Difese | Giorni | Note                                                                                        | Fonti |
| - | ------------ | ---------------- | ------- | ---------------------------- | ----- | ------ | ------ | ------------------------------------------------------------------------------------------- | ----- |
| 1 | David Finlay | 4 gennaio 2024   | Tokyo   | Wrestle Kingdom 18           | 1°    | 0      | 50     | Sconfigge Will Ospreay e Jon Moxley a Wrestle Kingdom 18 diventando il campione inaugurale. | [ 4 ] |
| 2 | Nic Nemeth   | 23 febbraio 2024 | Sapporo | The New Beginning in Sapporo | 1°    | 1      | 71     |                                                                                             | [ 5 ] |
| 3 | David Finlay | 4 maggio 2024    | Fukuoka | Wrestling Dontaku            | 2°    | 4      | 245    |                                                                                             | [ 6 ] |
| 4 | Yota Tsuji   | 4 gennaio 2025   | Tokyo   | Wrestle Kingdom 19           | 1°    | 2      | 162    |                                                                                             | [ 7 ] |
| 5 | Gabe Kidd    | 15 giugno 2025   | Osaka   | Dominion                     | 1°    | 1      | 64+    |                                                                                             |       |